# John Blanchard (Politiker)
John Blanchard (* 30. September 1787 in Peacham, Republik Vermont; † 9. März 1849 in Columbia, Pennsylvania) war ein US-amerikanischer Politiker. Zwischen 1845 und 1849 vertrat er den Bundesstaat Pennsylvania im US-Repräsentantenhaus.

## Werdegang
John Blanchard besuchte die öffentlichen Schulen seiner Heimat und unterrichtete dann selbst als Lehrer. Anschließend absolvierte er bis 1812 das Dartmouth College in Hanover (New Hampshire). Im gleichen Jahr zog er nach York in Pennsylvania, wo er wieder als Lehrer arbeitete. Nach einem Jurastudium und seiner 1815 erfolgten Zulassung als Rechtsanwalt begann er in Lewistown in diesem Beruf zu praktizieren. Noch im gleichen Jahr verlegte er seinen Wohnsitz und seine Anwaltskanzlei nach Bellefonte. Später schlug er als Mitglied der Whig Party eine politische Laufbahn ein.
Bei den Kongresswahlen des Jahres 1844 wurde Blanchard im 17. Wahlbezirk von Pennsylvania in das US-Repräsentantenhaus in Washington, D.C. gewählt, wo er am 4. März 1845 die Nachfolge von James Irvin antrat. Nach einer Wiederwahl konnte er bis zum 3. März 1849 zwei Legislaturperioden im Kongress absolvieren. Diese waren von den Ereignissen des Mexikanisch-Amerikanischen Krieges geprägt.
Im Jahr 1848 verzichtete John Blanchard auf eine weitere Kandidatur. Er starb am 9. März 1849, fünf Tage nach dem Ende seiner letzten Legislaturperiode im Kongress, auf der Heimreise von Washington nach Bellefonte in Columbia.